# Hyalomma marginatum
Hyalomma marginatum (лат.) — это вид клещей из семейства Ixodidae, распространенный в субтропических регионах Старого Света. Взрослые особи (имаго) сосут кровь у различных видов млекопитающих, преимущественно у копытных, но иногда и у людей. Неполовозрелые особи встречаются у различных позвоночных, в том числе у перелетных птиц. Этот вид имеет медицинское значение как переносчик крымской геморрагической лихорадки и сыпного тифа. Есть опасения о его распространении и в Центральной Европе.

## Распространение
Свидетельства о наличии этого вида имеются в Северной Африке, Средиземноморье, Западной и Центральной Азии, юге России, Пакистане и Туркменистане. Данные из Южной Африки относятся к другим видам (хотя и схожим внешне). Так же этот вид широко распространен в южной Европе. Он встречается на Балканах вплоть до юга Румынии, Боснии и Албании. Популяции в западном Средиземноморье (Италия, Испания) отделены от этого ареала. Долгое время не было прямых доказательств наличия популяций на юге Франции, но теперь они считаются весьма вероятными. Единичные находки на крупном рогатом скоте в Венгрии относятся к близкородственному виду Hyalomma rufipes, который сегодня рассматривается как отдельный вид.
Благодаря перевозкам скота и перелетным птицам этот вид был занесен очень далеко, так что единичные особи находили почти по всему миру. Например, эти клещи были обнаружены в Бразилии, однако вид не смог там  закрепиться.
Вопреки сообщениям в СМИ, этот вид не является «тропическим» — в тропиках он не встречается.

### Расширение ареала на север
В последнее время наблюдается расширение ареала этого вида к северу. Это вызывает обеспокоенность эпидемиологов, поскольку данный вид является переносчиком заболеваний. Например, в Турции, где раньше этот вид клещей встречался довольно редко, сейчас он стал одним из самых распространенных — 85% клещей, обнаруженных на крупном рогатом скоте в стране, относятся к этому виду.
Летом 2018 года впервые были зафиксированы случаи нахождения этих клещей на домашнем скоте (лошадях и овцах) в Германии. Пока что не доказано, что вид прочно обосновался в Германии, но в будущем это не исключено.
В июне 2019 года было подтверждено, что одна особь успешно перезимовала в Австрии.

## Описание
Это относительно крупный иксодовый клещ с длиной тела от 5 до 6 миллиметров, у которого спинной щиток (в обычном состоянии) покрывает всё туловище. Он заметно крупнее, чем наиболее распространенный в Европе вид Ixodes ricinus (собачий клещ). Ноги светлее щитка и обычно с заметными кольцами. Этот вид трудно отличить от других представителей рода, и, как правило, это возможно только у половозрелых особей. Неполовозрелые стадии (личинки и нимфы), возможно, обладают специфическими признаками, но настолько похожи на родственные виды, что обычно считаются морфологически неопределимыми.
Определение возможно по следующим признакам: Щиток однотонно коричневого цвета, с не выделяющимися светлыми пятнами. Его поверхность шероховатая и матовая, равномерно покрытая крупными, плотно расположенными точками. Тазики (первый членик ноги) первой пары ног заметно разделены, с двумя шпорами разной формы (одна коническая и заостренная, другая уплощенная), достигающими примерно одинаковой длины. У самца продольные бороздки по бокам на верхней стороне щитка отчетливые и средней длины, они достигают примерно одной трети длины щитка. На заднем конце щитка небольшое, светлее окрашенное углубление края щитка (парма) не выражено. Отличить от близкородственного вида Hyalomma rufipes (долгое время считавшегося подвидом этого вида) сложно: пунктировка верхней стороны несколько мельче, на нижней стороне область вокруг дыхалец покрыта редкими, а не густыми волосками, дыхальцевая пластинка сзади вытянута в несколько более узкий отросток.

## Систематика
Вид был впервые описан в 1844 году немецким энтомологом Карлом Людвигом Кохом.
Данный вид относится к подроду Euhyalomma в составе рода Hyalomma и вместе с рядом родственных форм образует видовую группу marginatum. Это таксономически сложный комплекс схожих видов, которые ранее в основном рассматривались как подвиды H. marginatum. Монофилия рода и подрода была подтверждена молекулярными методами.
Ближайшим сестринским видом является Hyalomma turanicum, а также близкородственный ему Hyalomma rufipes.

## Биология
Для развития клеща требуются два хозяина. Личинки и нимфы развиваются последовательно на одном хозяине. Напитавшиеся нимфы в конечном итоге отпадают. Затем они ожидают в среде обитания второго хозяина, на котором происходит развитие до взрослой особи и спаривание. В естественной среде обитания этот вид даёт только одно поколение в год. Клещи активны только весной и летом при теплых температурах окружающей среды. Личинок наблюдают в июне и июле, нимф — с июля. Взрослые особи зимуют, становятся активными с марта и достигают пика активности в мае. Однако отдельные особи активны до конца лета или даже до начала осени. Hyalomma marginatum активно охотится на своих хозяев. То есть, он не является подстерегающим охотником, как обыкновенный собачий клещ (Ixodes ricinus), а активно перемещается по среде обитания в поисках хозяев. Поиск хозяина, предположительно, основан в основном на химических сенсорных стимулах, однако у родственных видов были также установлены механические и оптические стимулы.
На первой стадии хозяевами являются мелкие наземные млекопитающие, в частности зайцеобразные и насекомоядные, а также наземные виды птиц, включая многих певчих птиц. Хозяевами взрослых особей являются крупные млекопитающие, особенно дикие и одомашненные копытные, прежде всего крупный рогатый скот. Люди, как случайные хозяева, также подвергаются укусам относительно часто.